# بخش تامنگلونگ
بخش تامنگلونگ (به انگلیسی: Tamenglong district) یک منطقهٔ مسکونی در هند است که در مانیپور واقع شده‌است. بخش تامنگلونگ ۴٬۳۹۱ کیلومتر مربع مساحت و ۱۷۰٬۶۵۱ نفر جمعیت دارد.